# Valle di McKelvey
La valle di McKelvey è una delle valli principali dell'Area Specialmente Gestita dell'Antartide delle valli secche McMurdo, un'area di circa 15000 km² situata nella regione centro occidentale della Dipendenza di Ross, nell'Antartide Orientale.

## Caratteristiche
Situata in particolare in corrispondenza della costa di Scott, a partire dall'entroterra la valle si estende direzione ovest-est, per un totale di circa 25 km. All'estremità occidentale della valle si trova il monte Shapeless mentre a nord essa è delimitata dalla dorsale Insel, che la separa dalla valle di Balham, e a sud dalla dorsale Olympus, che la separa dalla valle di Wright. La valle si unisce, a est, alla valle Victoria, poco a ovest del lago Vida.
Si ritiene che la valle fosse un tempo occupata da un unico ghiacciaio di cui i resti sarebbero oggi costituiti dal ghiacciaio Webb, nella vicina valle di Barwick, il quale oggi alimenta, assieme a flussi di ghiaccio disciolto provenienti da altri piccoli ghiacciai come l'Haselton, il lago Webb, un lago glaciale situato sul fondo della parte occidentale di quest'ultima valle.

## Storia
La valle di McKelvey è stata scoperta e mappata durante la Spedizione Discovery, condotta da 1901 al 1904 e comandata da Robert Falcon Scott, ed è stata poi meglio esplorata durante la Spedizione Terra Nova, condotta dal 1910 al 1913 e sempre al comando di Scott, ma è stata così battezzata solo in seguito dai membri della spedizione di ricerca antartica svolta dall'Università Victoria di Wellington nel 1958-59 in onore di  B. C. McKelvey, un geologo della stessa università che l'anno prima, assieme a P. N. Webb, aveva condotto la prima esplorazione geologica di quell'area e che nel 1958-59 si era recato nella valle di Wright assieme alla suddetta spedizione.